# Иванов, Янис Андреевич
Янис Андреевич Иванов(с) (имя при рождении — Иван Андреевич Иванов; латыш. Jānis Ivanovs, 26 сентября [9 октября] 1906, Прейли, Двинский уезд, Витебская губерния, Российская империя — 27 марта 1983, Рига, Латвийская ССР, СССР) — латышский советский композитор, дирижёр, педагог. Народный артист СССР (1965). Лауреат Сталинской премии второй степени (1950).

## Биография
Янис Иванов родился 26 сентября (9 октября) 1906 в Прейли (по другим источникам — в деревне Бабры Прейльской волости) (ныне в Латвии). Происходил из русской старообрядческой семьи.
Раннее детство провёл в Латвии. Во время Первой мировой войны семья Ивановых жила в Витебске и Смоленске, где получил (1918—1920) первоначальное музыкальное образование (фортепиано, теория музыки). В 1920 году возвратились в Латвию.
В 1922 году переехал в Ригу, где продолжил занятия в студии Ю. Маевского (1922—1923). В 1924—1931 годах учился в Латвийской консерватории (ныне Латвийская музыкальная академия имени Язепа Витола). Окончил по классу теории композиции, в 1933 году — классы практической композиции у Я. Витолса и дирижирования у Г. Л. Шнеевойгта.
С 1931 года — дирижёр симфонического оркестра Латвийского радио, в 1945—1961 годах — художественный руководитель музыкального вещания.
В 1931—1940 годах — преподаватель теории композиции в Рижском музыкальном институте и Фонологическом институте Э. Вигнера. С 1944 года и до конца жизни преподавал в Латвийской консерватории (с 1955 — профессор). Среди учеников — М. Эйнфелде, Р. Ермакс, Ю. Карлсонс.
В период до 1940 года сочинил музыку к таким патриотическим стихотворениям, как «Lāčplēša bērnu lūgšana» («Молитва детей Лачплесиса»), «Arāja ticība» («Вера пахаря»), «Lūgšana» («Молитва»). Большую часть из этих сочинений при советской власти было запрещено воспроизводить и выдавать нотный материал в библиотеках.
В историю латышской музыки вошёл, прежде всего, как создатель монументальных симфонических полотен, в которых давал убедительное художественное воплощение общечеловеческой проблематики.
Среди исполнителей его музыки — дирижёры А. Гаук, В. Синайский, Л. Вигнерс, Э. Тонс, Т. Лифшиц, Ю. Жуков, виолончелисты Э. Тестелец, Э. Бертовский, М. Вилеруш, скрипачи В. Зариньш, Ю. Шволковскис, пианисты М. Фёдорова, И. Граубиня, К. Блюменталь, Н. Новик и Р. Хараджанян, Т. Бикис и др.
В течение многих лет — член правления Союза композиторов Латвийской ССР (в 1950—1951 — председатель правления). В последующие годы также член правления Союза композиторов СССР.
Депутат Верховного Совета СССР 3 и 4 созывов (1950—1958).
Янис Иванов умер 27 марта 1983 года в Риге. Похоронен на Лесном кладбище.

## Награды и звания
- Заслуженный деятель искусств Латвийской ССР (1945)[2]
- Народный артист Латвийской ССР (1956)
- Народный артист СССР (1965)
- Сталинская премия второй степени (1950) — за симфонию № 6 («Латгальскую»)
- Государственная премия Латвийской ССР (1959, 1970)
- Орден Ленина (1976)
- Два ордена Трудового Красного Знамени (1950, 1956).

## Сочинения
- для оркестра: 
  - 21 симфония (в том числе I — Симфония-поэма, 1933, II — 1936, III — 1937, IV — «Атлантида», 1941, V — 1945, VI — «Латгальская», 1949, VII—VIII — 1956, IX — 1960, X—XI —1965, XII — Sinfonia energica, 1967, XIII — Symphonia humana, 1969, XIV — Sinfonia da caméra, 1971, XV — Symphonia ipsa, 1972, XVI — 1974, XVII — 1976, XVIII — 1978, XXI — 1983 (неокончена, завершил Ю. Карлсонс))
  - симфоническая сюита «Латгальские озера» (1935)
  - «Торжественная прелюдия» (1940)
  - «Праздничная увертюра» (1967)
  - картины «Поднебесная гора» (1938), «Радуга» (1939)
  - поэмы «Лачплесис» (1957), Poema luttuoso («Горестная поэма», 1968), Симфониетта (1977)
- для струнного оркестра — Poema luttuoso (1966))
- концерты с оркестром — для фортепиано (1958), для скрипки (1951), для виолончели (1938—1945)
- 3 струнных квартета (1933, 1946, 1961)
- для ансамбля виолончель — Анданте (1961)
- для виолончели и фортепиано — Poema capriccioso (1964)
- для фортепиано — соната (1931), Вариации (1948), Вариации-этюды (1959), Sonata brevis (1962), Andante replicato (1964), 24 эскиза (1968—1972), 5 прелюдий, Поэма
- для камерного хора и камерного оркестра — Поэма (1973), цикл «Вокализы»
- для духового оркестра — Поэма «Разна» (1940)
- хоры, песни, романсы
- музыка для кино
- обработки народных песен для хора, для голоса с фортепиано и др.

### Композиторская фильмография
- 1955 — Весенние заморозки
- 1957 — Сын рыбака

## Память

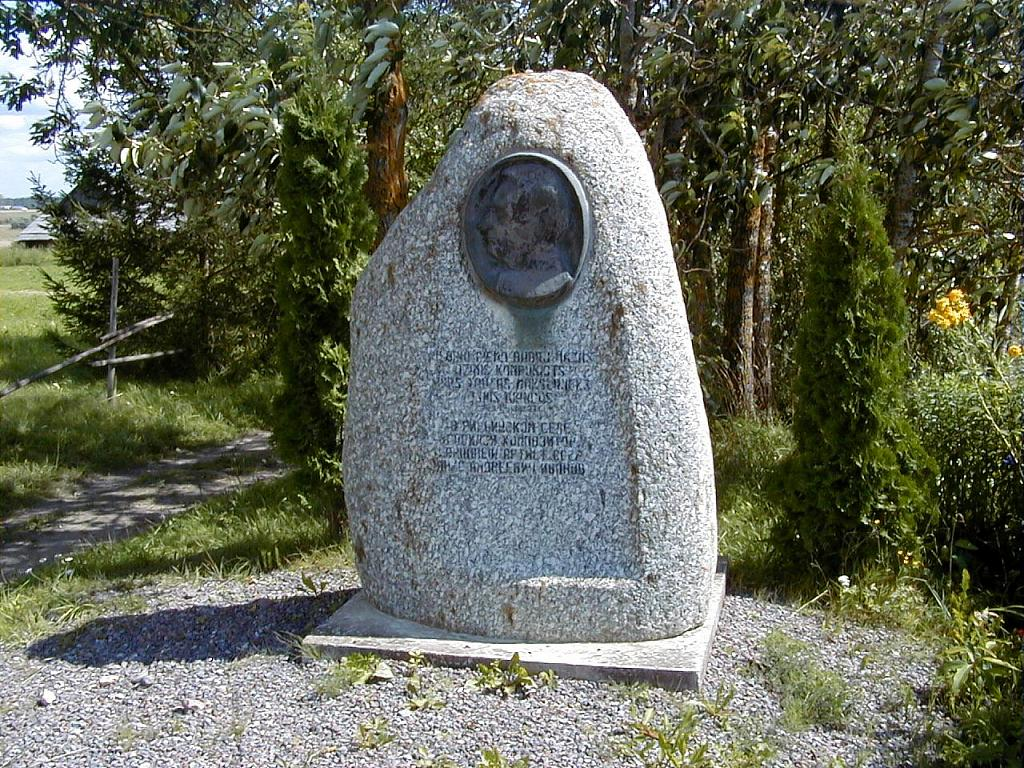
Памятный камень в честь Я. Иванова у деревни Бабры

- Имя Я. Иванова носит Резекненская музыкальная средняя школа.
- В деревне Бабры, недалеко от Прейли, установлен памятный камень в честь композитора.